# Фред Кох
Фред Чейз Кох (англ. Fred Chase Koch вірна вимова Коук [ˈkoʊk] [ˈkoʊk]; 23 вересня 1900 — 17 листопада 1967) — американський інженер-хімік і підприємець; заснував компанію з будівництва нафтопереробних заводів, яка згодом отримала назву Koch Industries.

## Ранні роки та освіта
Фред Кох народився у Квані, штат Техас. Батько — Гаррі Кох, іммігрант з Голландії, мати — уродженка Техасу Метті (уроджена Міксон). З 1917 по 1919 рік навчався в Інституті Райса в Х'юстоні. У 1922 році закінчив Массачусетський технологічний інститут (MIT), за фахом «хімічне машинобудування».

## Ділова кар'єра
Почав кар'єру в Техаській компанії в Порт-Артурі, штат Техас, потім працював головним інженером в компанії Medway Oil & Storage в Англії. У 1925 році разом з однокурсником по MIT П. К. Кейтом вступив до компанії Keith-Winkler Engineering в Вічита, штат Канзас. Після відходу Кейта в 1925 році компанія отримала назву Winkler-Koch Engineering Company.
У 1927 році Кох удосконалив процес термічного крекінгу нафти, що дозволило дрібним компаніям краще конкурувати з великими нафтовими компаніями. У відповідь нафтові важковаговики почали судове переслідування, подавши проти Коха 44 судових позови. Кох виграв всі, крім одного (який пізніше був скасований через те, що суддя був підкуплений).
У 1925 році вступив в партнерство з Льюїсом Вінклером, колишнім співробітником Universal Oil Products (нині UOP LLC). Вінклер розробив установку для крекінгу важкої нафти. Однак його колишній роботодавець подав позов на компанію «Вінклер-Кох» за порушення патентних прав. В очікуванні передачі справи в суд «Вінклер-Кох» підписала контракти на будівництво нафтоперегінних заводів (НПЗ) своєї конструкції в Радянському Союзі, оскільки радянська влада не визнавали права інтелектуальної власності.
Тривалий судовий процес перешкоджав Winkler-Koch вести бізнес в США протягом декількох років, тому в 1929—1932 роках компанія працювала в СРСР: будувала НПЗ і навчала інженерів. Загалом в роки першої «п'ятирічки» в СРСР було побудовано п'ятнадцять сучасних НПЗ. Однак незабаром кілька радянських інженерів були піддані жорстоким репресіям. Кох був глибоко вражений цим досвідом і пізніше жалкував про свою співпрацю зі сталінським режимом. Крім СРСР компанія будувала НПЗ в країнах Європи, Близького Сходу і Азії. В тому числі, Кох побудував НПЗ в Гамбурзі — третій за величиною НПЗ в Третьому рейху; проект заводу був схвалений особисто Адольфом Гітлером. Цей завод мав велике військове значення, оскільки був одним з небагатьох заводів в Німеччині, здатних виробляти високооктанове паливо, необхідне для винищувачів. З 1928 по 1934 рік було побудовано 39 установок крекінгу важкої нафти.
У 1940 році Кох з новими партнерами заснував компанію Wood River Oil and Refining Company, яка згодом стала відома як Koch Industries. У 1946 році компанія придбала НПЗ в Рок-Айленді і систему збору сирої нафти недалеко від Дункана, Оклахома. Пізніше компанія «Вуд-Рівер» була перейменована в Rock Island Oil and Refining Company. У 1966 році Кох передав управління компанією своєму синові Чарльзу Коху.

## Політичні погляди
Після поїздки в СРСР в 1928 році Кох перейнявся ненавистю до комунізму і режиму Сталіна. Про свій досвід в СРСР Кох написав і видав 39-сторінкову брошуру «A Business Man Looks at Communism» («Погляд бізнесмена на комунізм») :46 У ній він також попереджав про небезпеку захоплення влади комуністами в США :46 :12 Відзначаючи, що «соціалізм є попередником комунізму» :27 Кох повідомляв, що Радянський Союз — це «країна голоду, злиднів і терору» :5 Кох писав, що він здійснив поїздку по сільських районах і отримав наочне уявлення «в галузі комуністичних прийомів і методів» :5 В результаті Кох вирішив, що повинен протистояти радянській загрозі в Америці.
У 1958 році Кох став одним із засновників Товариства Джона Берча — політичної групи, яка виступає проти проникнення комуністів у США і підтримує обмежений уряд. Збори керівників Товариства Джона Берча часто проходили в підвалі будинку Берча у Вічита, штат Канзас :49.
У 1958 році Кох сприяв внесенню поправок до конституції штату Канзас, відомих як «Закон про право на роботу» :49 .
Консерватизм Коха став причиною того, що він відмовився виводити свою компанію на фондову біржу (див. Лістинг) . Незважаючи на значний оборот і різноманітність бізнесу, Koch Industries досі залишається приватною компанією .

## Особисте життя
У 1932 році Кох оженився на Мері Клементині Робінсон (Mary Clementine Robinson) в Канзас-Сіті, штат Міссурі. Мері була дочкою відомого лікаря з Канзас-Сіті Ернеста Франкліна Робінсона. Кохи мали чотирьох синів: Фредерік (1933—2020), Чарльз (р. 1935) і близнюки Девід (1940—2019) і Вільям (р. 1940).
Помер у 1967 році від серцевого нападу на полюванні.

## Виноски
1. ↑  «Закони про право на працю», що діють в рамках американського законодавства про працю[en] забороняють вимагати від працівників, що не є членами профспілок, оплачувати витрати, пов'язані з діяльністю профспілок, там, де діють колективні договори профспілок з працедавцями[28]
2. ↑  На 2014 рік річна виручка Koch Industries становила $110 млрд, що робить її найбільшою приватною компанією у США[30][31].